# Судовой журнал

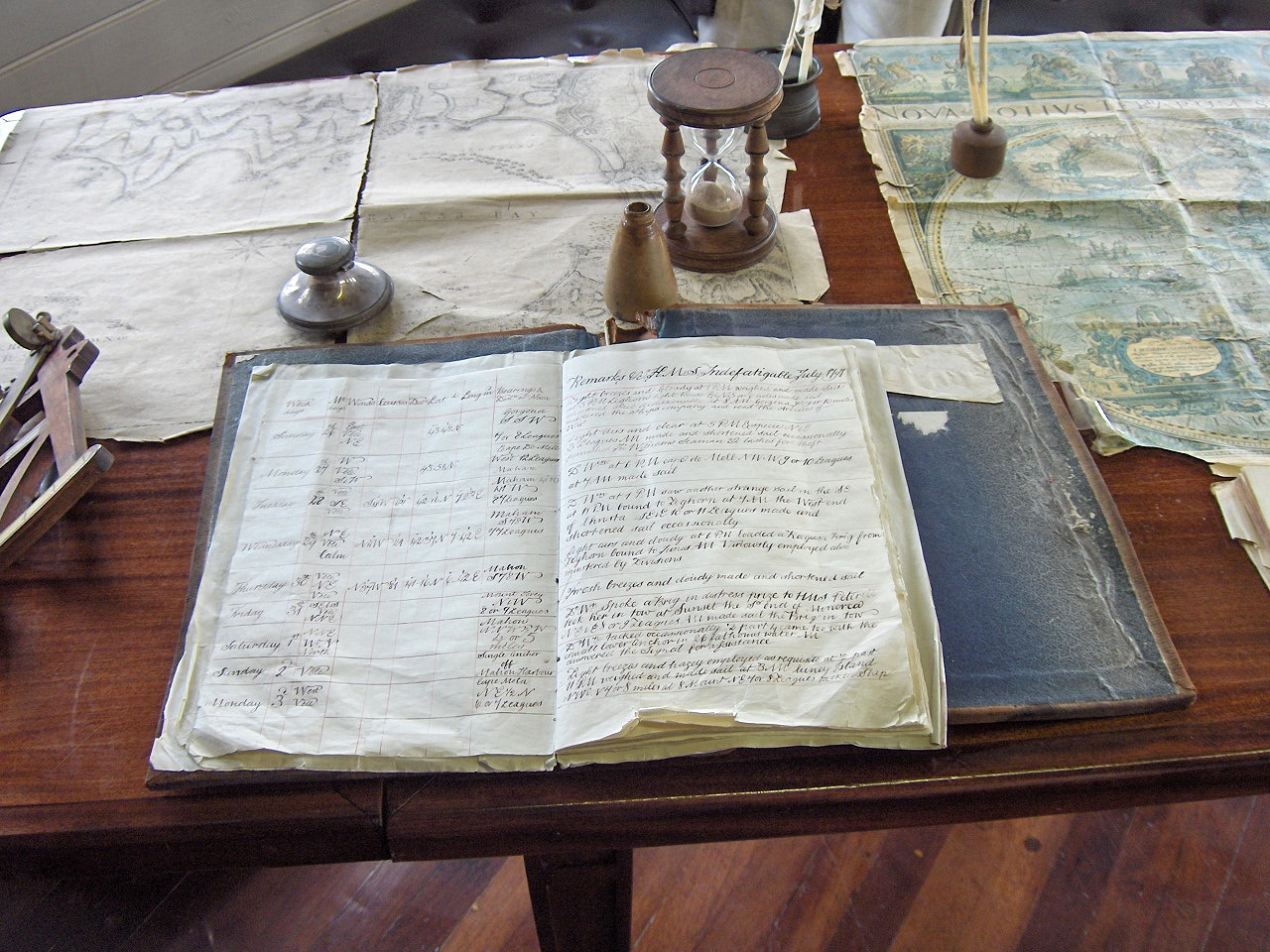
Судовой журнал британского фрегата «Grand Turk»

Судовой журнал, также вахтенный журнал или шканечный журнал — один из основных судовых документов.
В судовом журнале фиксируются: список команды, дата прибытия в порт и отплытия из порта, глубина воды в порту и при выходе в море, скорость, курс, сила ветра во время рейса, фамилии вахтенных экипажа и вахтенных штурманов и их подробный доклад о всех событиях, произошедших за время совершения рейса.
При инцидентах на море, например, столкновениях или кораблекрушениях, является основным документом, записи которого имеют юридическую силу при судебных разбирательствах.
В торговой практике судовой журнал используется в качестве доказательства виновности или невиновности перевозчика при возникновении споров по повреждению или гибели всего груза или его части.